# Lahav
Lahav (hebreiska: להב) är en ort i Israel.   Den ligger i distriktet Södra distriktet, i den centrala delen av landet. Lahav ligger 457 meter över havet och antalet invånare är 384.
Terrängen runt Lahav är platt västerut, men österut är den kuperad. Runt Lahav är det tätbefolkat, med 383 invånare per kvadratkilometer. Närmaste större samhälle är Be'er Sheva, 16,0 km sydväst om Lahav. Omgivningarna runt Lahav är i huvudsak ett öppet busklandskap.